# Nieuwstad (Bree)
Nieuwstad is een gehucht van Gerdingen, een deelgemeente van de Belgische gemeente Bree.
Nieuwstad ligt net buiten de stadswal aan de westelijke zijde van het stadscentrum van Bree, hoewel het gehucht behoort tot Gerdingen dat enkele honderden meters ten noorden van Nieuwstad ligt. In 2008 telde Nieuwstad 579 inwoners.
Nieuwstad vormde samen met Gerdingen een Loons leen.
Tegenwoordig is Nieuwstad volledig vergroeid met het stadscentrum van Bree.
Deelgemeenten: Beek · Bree · Gerdingen · Opitter · Tongerlo

Overige kernen: Gerkenberg · 't Hasselt · Nieuwstad · Vostert

Belgische gemeenten · Arrondissement Maaseik · Limburg · Vlaanderen